# Київське вище інженерне радіотехнічне училище протиповітряної оборони
Київське вище інженерне радіотехнічне училище протиповітряної оборони імені Маршала авіації О. І. Покришкіна, КВІРТУ ППО — вищий військовий навчальний заклад, що існував в Києві з 1953 по 1999 рік.
Навчальний заклад був створений 25 квітня 1953 року і готував інженерні військові кадри в галузі радіолокації. Основні корпуси містилися за адресою: вулиця Юрія Іллєнка, 81, також була навчально-практична база біля села Лютіж.

## Історія
На початку 50-х років XX століття у Збройних силах Радянського Союзу почав виявлятися дефіцит висококваліфікованих інженерних кадрів. Тому радянське керівництво ухвалило рішення про створення у Збройних силах трьох елітних вишів: КВІРТУ ППО, КВІАУ та МЗРІУ.
1 лютого 1953 року Рада Міністрів СРСР видала Постанову № 027 про формування Київського вищого інженерного радіотехнічного училища ППО під кодовою назвою — частина 52075. Після ухвалення цього рішення зі всіх академій Радянського Союзу для продовження навчання у КВІРТУ були направлені молоді лейтенанти, що закінчили перший курс своїх академій.
З 1-го по 21 квітня був проведений набір абітурієнтів на перший курс. 25 квітня формування училища було закінчено, що і стало точкою відліку його діяльності та Днем КВІРТУ ППО, а вже 4 травня почався навчальний процес. На той час в колективі професорсько-викладацького складу нараховувалось всього чотири кандидати наук, два доценти, та один професор.
З початку своєї діяльності КВІРТУ ППО стало позиціювати себе в Збройних силах не тільки, як навчальний заклад для готування інженерних кадрів, а і як центр розвитку науки. В березні 1954 року була створена рада училища, а вже в липні — ад'юнктура.
7 квітня училищу від імені Президії Верховної Ради СРСР був вручений Бойовий Червоний Прапор.
Постійно розширювалась і спеціалізація КВІРТУ — з вересня 1955 року в училищі стали працювати три радіотехнічні факультети.
До квітня 1957 року керував вишем генерал-майор артилерії Й. Ф. Короленко. Функціонували два факультети: радіотехнічний і радіолокація, які очолювали генерал-майори артилерії П. З. Париков і А. Е. Кравцов. Перший випуск військових інженерів за фахом інженер-радіотехнік і інженер по радіолокації був здійснений 1 жовтня 1956 року. Закінчили училище з відмінністю 16 осіб, а інженер-лейтенант Г. В. Лавінський був удостоєний золотої медалі. Випускники вишу в основному прямували для продовження служби в Радіотехнічні війська ППО країни. З 1 вересня 1956 року училище перейшло на навчальну програму з п'ятирічним терміном навчання слухачів.
З квітня 1957 року по листопад 1969 року училищем керував генерал-лейтенант артилерії Т. І. Ростунов. У ці роки виш став одним з найкращих закладів вищої освіти МО СРСР. Додатково були створені заочний і іноземний факультети, які очолили відповідно: генерал-майор артилерії А. І. Архипов і інженер-полковник Р. І. Просихин. Іноземний факультет з літа 1963 року готував військових інженерів для 13-ти країн світу, зокрема: НДР, Польщі, Куби, ЧССР, МНР, Болгарії, В'єтнаму та інших країн. Радіотехнічний факультет був перейменований у факультет автоматизованих систем керування, який очолив кандидат технічних наук, доцент, інженер-полковник Р. Д. Хелідзе. Факультет радіолокації став називатися факультетом систем радіолокації, його керівником став досвідчений педагог, інженер-полковник А. М. Педак. В училищі особлива увага приділялася науковим дослідженням і вдосконаленню навчального процесу. Створюються дві науково-дослідні лабораторії (НІЛ-1 і НІЛ-2), могутній обчислювальний центр, встановлюється тісний зв'язок з АН УРСР і її Інститутами. Вперше в країні колектив вишу широко використовує в навчальному процесі ЕОМ і програмований метод навчання.
З грудня 1969 року по липень 1974 вишем керував кандидат технічних наук, старший науковий співробітник, лауреат Ленінської премії, генерал-лейтенант ІТС М. Г. Трофимчук. Істотно розширюється спектр підготовки фахівців. Створюється факультет радіотехнічних систем, який готує військових інженерів для випробувальних полігонів МО СРСР і Системи попередження ракетного нападу (СПРН), начальник факультету інженер-полковник Н. У. Жваво. Споруджується першокласний польовий навчально-дослідницький центр (ПУНІЦ) в районі села Лютіж Київської області, який дозволив істотно підвищити як теоретичну, так і практичну підготовку випускників по дев'яти спеціальностях. Колектив училища вперше нагороджується вищою нагородою УРСР, Почесною грамотою Президії Верховної Ради УРСР із золотою медаллю, а також орденом НДР «За заслуги перед Вітчизною» в золоті. Відкривається музей КВІРТУ ППО. Професіоналізм колективу вишу постійно зростає, до цього часу в нім вже працюють: 12 докторів, 158 кандидатів наук, 18 професорів, 142 доценти, два заслужені діячі науки УРСР, три заслужені винахідники УРСР, три заслужені працівники вищої школи УРСР, чотири заслужені раціоналізатори УРСР і 18 відмінних працівників вищої школи СРСР.
З липня 1974 року по червень 1979-го училище очолює генерал-лейтенант О. В. Линник. Виш продовжує розширюватися, відкривається факультет радіотехнічної розвідки, начальник інженер-полковник В. А. Кокорін. Вводяться в експлуатацію нові: навчальний корпус, гуртожиток для курсантів і їдальня на три тисячі місць. Істотно посилюється військово-тактична підготовка випускників. Колектив вишу нагороджується другою Почесною грамотою Президії Верховної Ради УРСР із золотою медаллю. З друку виходить історичний нарис «25 років КВІРТУ ППО». Велика група співробітників училища, на чолі з начальником, нагороджується орденами та медалями СРСР.
З червня 1979 року по червень 1989 вишем керує генерал-лейтенант М. К. Поляков. Створюється науковий центр по впровадженню у війська ППО автоматизованих систем управління (начальник кандидат технічних наук, доцент, інженер-полковник В. А. Третяков), розробляється і впроваджується в навчальний процес комплексна система навчання і виховання слухачів і курсантів (автор голова методичної Ради училища, начальник кафедри радіотехнічних інформаційних для вимірника систем, кандидат технічних, доцент, інженер-полковник А. З. Кучеров). Училище стає одним з провідних вишів в країні, про яке часто пише газета МО СРСР «Червона Зірка».
Наприкінці 1985 року міжнародний орган ЮНЕСКО згадав КВІРТУ ППО з-поміж двадцятьох найкращих військових закладів вищої освіти світу, чим за радянських часів, не був удостоєний ні один військово-навчальний заклад.
В березні 1986 року Постановою Ради Міністрів СРСР училищу було надане звання аса німецько-радянської війни, тричі Героя Радянського Союзу маршала авіації Олександра Покришкіна, який довгі роки надавав училищу велику увагу, активно сприяв його розвитку та підвищенню авторитету. На той час в училищі працювало 14 докторів і 159 кандидатів наук.

Пам'ятна дошка на вулиці Юрія Іллєнка, 81

З червня 1989 року по червень 1992-го училище очолював генерал-майор П. В. Мєхов. Це були найскладніші роки як для країни, так і училища. Розпався СРСР, і КВІРТУ ППО почало руйнуватися. Виш перейшов під юрисдикцію МО України. Кількість підготовлюваних фахівців щорічно почала зменшуватися. На підставі наказу Міністра оборони України № 057 з 1 вересня 1993 року на базі КВІРТУ ППО і Київського вищого інженерного училища зв'язку був створений Київський військовий інститут управління і зв'язку (КВІУЗ), який очолив начальник училища зв'язку, полковник, що став потім генерал-майором, М. В. Гончар. У такому симбіозі колектив КВІРТУ пропрацював шість років. І згідно з Ухвалою Кабінету Міністрів України № 078 від 17 серпня 1999 року виш був ліквідований. Всі п'ять військових містечок колишнього КВІРТУ ППО було передано різним міністерствам і відомствам України.

## Нагороди
- Орден НДР «За заслуги перед народом і вітчизною» в золоті (1973)
- Орден СРВ «За військові подвиги» (1988)
- Орден ПНР "За заслуги перед Польською народною республікою" (1989)

## Випускники
Див. також: Випускники КВІРТУ ППО
- Барабаш Олег Володимирович — український науковець, доктор технічних наук, професор.
- Жуков Сергій Анатолійович — український військовослужбовець, науковець-радіотехнік, доктор технічних наук, генерал-лейтенант.
- Злочевський Микола Владиславович — український політик і підприємець.
- Лісін Микола Павлович — український політик і підприємець.
- Матов Олександр Якович — український науковець у галузі інформатизації, військовий та державний діяч, засновник та завідувач кафедри автоматизації управління військами (1981—1992).
- Мельниченко Микола Іванович — колишній майор Державної служби охорони[1];
- Прокоф'єв Вадим Павлович — український науковець, доктор технічних наук, професор.
- Третьяков Олександр Юрійович — український політик і підприємець.

## Сайти КВІРТУ
- Клуб выпускников КВИРТУ ПВО [Архівовано 4 Травня 2008 у Wayback Machine.](рос.)
- http://www.kvirtu-pvo.narod.ru [Архівовано 18 Жовтня 2007 у Wayback Machine.](рос.)
- Ассоциация КВИРТУ ПВО [Архівовано 28 Березня 2008 у Wayback Machine.](рос.)
- http://www.kvirtu.by.ru(рос.)